# Ernest Krings
Pour les articles homonymes, voir Krings.
Jules Ernest Gustaaf, baron Krings, appelé Ernest Krings, né le 29 septembre 1920 à  Mol et mort le 1er juillet 2017, est un magistrat belge.
Ernest Krings obtient un doctorat en droit ainsi que des licences en notariat et en sciences économiques et financières. Il est connu pour son rôle dans le développement du système judiciaire belge notamment grâce à sa participation dans l'élaboration du Code judiciaire.

## Parcours
Il obtient son premier doctorat en droit  en 1941 à l'Université libre de Bruxelles (ULB) avec la plus grande distinction. En 1942, il termine son deuxième doctorat au jury central. Enfin, c’est en 1943, qu’il complète son troisième doctorat à la Rijksuniveristeit à Gand .
En parallèle de sa pratique juridique, Ernest Krings poursuit ses études en obtenant successivement une licence en notariat, puis une licence en sciences économiques et financières .
Après avoir terminé ses études, Ernest Krings décide d’organiser une section financière spécialisée au sein du parquet de première instance d’Anvers, considérée comme nouveauté pour cette période. Simultanément, il participe aux séances du Centre d'étude fondé par René Marcq à l'Université libre de Bruxelles (ULB). Il contribue de manière significative au développement de la doctrine fiscale .
Ernest Krings est un fervent défenseur de l'indépendance du pouvoir judiciaire, considérant cela comme l'un des piliers de l'Etat de droit,  . Il accorde aussi une importance particulière à ce que cette indépendance soit accompagnée de devoirs pour les magistrats .
Il a pour matières de prédilection le droit, le droit fiscal et le droit comparé . Ernest Krings a également contribué au développement du Centre interuniversitaire de droit judiciaire .

## Honorariats
Tout au long de sa carrière, Ernest Krings a occupé divers postes au sein du système judiciaire. Il a notamment été chef de cabinet du ministre de la justice Albert Lilar.
En 1956, il siège au parquet général de la Cour d’appel de Bruxelles, puis en 1964, siègera en tant qu’avocat général à la Cour de cassation . Alors qu'il n’a que 26 ans , il exerce les fonctions de procureur du Roi au parquet d’Anvers, fonction qu’il a occupé jusqu’en 1990.  Ernest Krings devient ensuite procureur général à la Cour de Cassation de Belgique . Il a aussi eu l'occasion d’exercer sa fonction de magistrat, à l'international, en tant que chef de parquet à la Cour de Justice de Benelux .
En parallèle de ses activités professionnelles, il enseigne en tant que chargé de cours à l'Industriële Hogeschool d’Anvers et devient professeur de droit fiscal à l'Université libre de Bruxelles, dans la section néerlandophone, après la scission de l'université en 1969.
Il est très connu, notamment, pour son travail sur le Code judiciaire. En effet, son rôle de législateur en tant que commissaire royal adjoint à la réforme judiciaire en 1958  a particulièrement été reconnu pour la mise en œuvre du Code judiciaire.
En 1993, il est élevé au titre de  baron par le Roi Baudouin. Il est élu membre de Académie royale des sciences, des lettres et des beaux-arts de Belgique en 1981, devenant membre actif en 1988 et membre honoraire en 1997< , .

## Impact dans le monde juridique
En 1990, Ernest Krings met en lumière les facteurs qui multiplient la charge pesant sur l’ensemble des juridictions. L'important développement de la législation nationale et internationale en raison de la complexité croissante de la vie en société, ayant rendu ce travail nécessaire. Par ailleurs, il souligne cette tendance constante et erronée à considérer, la Cour de cassation comme troisième degré de juridiction et à lui faire dépasser son rôle de gardien de la légalité.
Comme mentionné précédemment, Ernest Krings a participé à l'élaboration du Code judiciaire, un projet comportant 1675 articles et qui a nécessité cinq ans de travail . Après avoir fait l’objet de débats parlementaires au Sénat, puis à la Chambre des représentants, le Code a été approuvé en 1967 et est entré en vigueur en 1970. Destiné aux praticiens de la procédure et rédigé en langue néerlandaise, le Code judiciaire a été considéré à l'époque comme l'une des œuvres législatives les plus importantes de l'après-guerre en Belgique. Après sa mise en application, Ernest Krings a tenu à suivre ces ajustements et ajouts nécessaires .
En 1958, Ernest Krings est  nommé adjoint au commissaire royal chargé de la réforme du Code judiciaire. De 1958 à 1964, il a collaboré avec le bâtonnier Charles Van Reepinghen pour élaborer un Code judiciaire qui modernise la législation belge en matière de procédure civile, commerciale et sociale. En 1966, Ernest Krings succède à Charles Van Reepinghen en tant que commissaire royal.
De 1967 à 1973, Ernest Krings s’implique dans la mise en œuvre du Code judiciaire, notamment en donnant de nombreuses conférences dans tout le pays à l'intention des magistrats, des avocats et des huissiers de justice. Il assiste également la Chambre et le Sénat dans leurs travaux d'examen du projet de Code judiciaire jusqu'à son adoption.
Ernest Krings devient président du premier Congrès mondial de procédure qui s'est tenu à Gand en 1977. Dans ce contexte, il a exposé des réflexions sur la manière dont la procédure devrait être menée: « the procedural rules have to be flexible and proceedings before the court must not degenerate in a rigid and purely formal procedural battle which in the end ignores the Law itself. The respect for essential procedural rules is not only based on the respect of the rights of the defense, but it also prevents the judge from being partial and at the same time protects him from accusations of unequal treatment. Indeed, inequality and injustice do not only arise in case of an unequal judgment of the law itself, but also in case of an unequal treatment of the action at law. Accordingly, the laying down of the indispensable jurisdictional rules, their study and their application are among the main concerns of judicial practice. Persons seeking justice have to be informed adequately, not only of their rights, but also of the way in which they can exercise these rights. These were the objectives of the Belgian legislator when he set up the Judicial Code some ten years ago ».
Par ailleurs, Ernest Krings a développé des réflexions, encore très actuelles, concernant les conditions très strictes de la détention préventive. Elles ont, en effet, été renforcées par la loi du 20 juillet 1990 relative à la détention préventive et ce dû un formalisme excessif qui a alourdit la tâche des magistrats du siège et du ministère public.

### Mercuriales
Ernest Krings a eu un impact significatif sur la Cour de cassation de Belgique en tant que procureur général. Il a prononcé huit mercuriales (critiques anciennement prononcées lors d’une Assemblée semestrielle des cours de justice par le président), publiées de 1983 à 1990 dans le Journal des tribunaux.  
Il considérait que l'indépendance, ainsi que les qualités de compétence, loyauté, d'objectivité et de discrétion, étaient essentielles tant pour les juges que pour les membres du ministère public,.  
Dans la mercuriale intitulée « Devoirs et servitude des membres du pouvoir judiciaire » , Ernest Krings exprime que, malgré l'étendue des pouvoirs des magistrats, ils doivent également être conscients de leurs devoirs : « au terme de ce survol d’une question combien importante pour le pouvoir judiciaire, il est permis de conclure en disant que si assurément les pouvoirs du magistrat sont forts étendus et s’il doit disposer des droits qui garantissent efficacement son indépendance dans l’exercice de ces pouvoirs, il doit dans le même temps connaître les devoirs qui lui incombent et cela d’autant plus que le respect de celui-ci est la condition même de sa crédibilité » .
Dans une autre mercuriale intitulée « Considérations sur l'État de droit, la séparation des pouvoirs et le pouvoir judiciaire » , il met en avant que le pouvoir judiciaire indépendant est le meilleur garant d'un État de droit démocratique.
Le  premier président de la Cour de cassation, Jean de Codt, constate que les pouvoirs législatif et exécutif sont complémentaires, probablement parce qu’ils doivent tenir compte de l’opinion publique surtout quand, en temps de crise, la pression populaire se fait plus forte, . Par conséquent, Ernest Krings affirme que le pouvoir judiciaire « apparaît comme le seul rempart permettant au citoyen de faire valoir ses droits fondamentaux face aux dérives de la puissance étatique » .

## Distinctions[18]
- Officier de l'ordre de la Couronne le 15 novembre 1958
- Commandeur de l'ordre de Léopold le 15 novembre 1966
- Grand officier de l'ordre de Léopold II le 27 novembre 1970
- Grande médaille de l’université de Gent en 1973
- Grand officier de l'ordre de la Couronne le 15 novembre 1974
- Grand officier de l'ordre de Léopold le 15 novembre 1982
- Grand-croix de l'ordre de la Couronne le 17 janvier 1983
- Grand officier de l'ordre d'Orange-Nassau le 4 mars 1987
- Grand officier de l'ordre de la Couronne de chêne

Il fut élevé au rang de baron par SM le roi Albert II de Belgique en 1993. Sa devise est Munus et Fidelitas.